# Иннокентий (Соколов)
Архиепископ Иннокентий (в миру Константин Павлович Соколов; 13 февраля 1846, Московская губерния — 14 августа 1937, Немчиновка, Московская область) — епископ Русской православной церкви, архиепископ Бийский и Алтайский.

## Биография
Родился 13 февраля 1846 года в Московской епархии.
В 1867 году окончил Московскую духовную семинарию и назначен учителем Перервинского духовного училища.
В 1871 году принят на службу в Алтайскую духовную миссию.
В 1872 году определён учителем Бийского катехизаторского училища.
В 1873 году рукоположён в сан диакона, 8 сентября того же года рукоположён в сан священника и назначен миссионером Урсульского отделения Алтайской духовной миссии, которое располагалось на территории современного Онгудайского района Республики Алтай.
С 1890 по 1902 годы — благочинный миссионерских церквей.
В 1897 году возведён в сан протоиерея.
2 февраля 1902 года пострижен в монашество, возведён в сан архимандрита и назначен помощником начальника Алтайской миссии.
3 апреля 1905 года хиротонисан во епископа Бийского, викария Томской епархии. Хиротония состоялась в Томском кафедральном соборе; чин хиротонии совершали: епископ Томский Макарий (Невский) и епископ Якутский Макарий (Павлов).
23 мая этого же года назначен начальником Алтайской духовной миссии.
19 июня 1919 года духовенство и миряне г. Бийска на общем собрании образовали Бийское епархиальное управление во главе с епископом Иннокентием.
В 1922 году был возведен в сан архиепископа патриархом Тихоном «за пятидесятилетнее духовное служение».
В 1922 году был арестован. Находился в заключении в течение 9 месяцев.
12 февраля 1923 года был арестован в Бийске. Из Бийска был этапирован через Новониколаевск в Москву вместе с архимандритом Владимиром (Юденичем). Находился в Бутырской тюрьме. Освобожден без права выезда из Москвы.
По воспоминаниям игумении Иулиании (Невакович):

Когда он был выпущен, то пошёл в Донской монастырь, где был в это время в заключении Святейший Патриарх. Выходя на балкончик подышать воздухом, он имел возможность сказать внизу стоящим людям два, три слова. Архиепископ стал спрашивать, где ему жить и что делать, в Сибирь ему возвратиться не позволяет ГПУ. Святейший его послал к его старому другу, митрополиту Макарию.
До 1924 года упоминается архиепископом Бийским и Алтайским.
4 марта 1926 года возглавил чин отпевания митрополита Макария (Невского) в церкви села Котельники под Москвой.
В 1927 году почислен на покой.
В октябре 1928 года возглавил чин отпевания Зосимовского старца иеросхимонаха Алексия (Соловьёва) в Сергиевом Посаде.
Скончался 14 августа 1937 года под Москвой, ст. Немчиновка Белорусской железной дороги на квартире у своего сына протоиерея Алексея Соколова и отпет Митрополитом Московским и Коломенским Сергием (Страгородским). Погребён с юго-восточной стороны главного алтаря Никольского храма села Ромашково, ныне Одинцовского района Московской области, близ ст. Немчиновка.

## Сочинения
- Поездка в феврале, мае и июне 1907 года из г. Томска в инородческое село Путалы. — Томск, 1908. — 58 с.
- Алтайская духовная миссия в 1907 году. — СПб., 1907. — 35 с.
- Поездка по станам миссии в 1909 году епископа Бийского Иннокентия. — Томск, 1910. — 23 с.
- Отчет об Алтайской миссии за 1908 г. — Томск, 1909. — 56 с.
- Отчет об Алтайской миссии за 1909 год. — Томск, 1910. — 59 с.
- Отчет об Алтайской миссии за 1910 год. — Томск, 1911. — 147 с.
- Отчет об Алтайской миссии за 1911 год. — Томск, 1912. — 97 с. (на русском и алтайском языках)
- Замечательные случаи проявления Промысла Божия на Алтае, бывшие со времени основания Алтайской миссии до настоящих дней. — Томск, 1912. — 108 с.

## Награды[7]
- Орден Святой Анны III (1888) и I степени (1911)
- Орден Святого Владимира III (1906)